# Берлинская трилогия
Берлинская трилогия альбомов Дэвида Боуи
Берли́нская трило́гия — серия альбомов Дэвида Боуи, записанных в сотрудничестве с Брайаном Ино в конце 1970-х годов. В неё входят три релиза: Low (1977), «Heroes» (1977) и Lodger (1979). Трилогия появилась после переезда Боуи из Лос-Анджелеса в Европу с целью избавиться от усиливающейся наркозависимости. Основными музыкальными направлениями альбомов были немецкий краут-рок, а также эмбиентные экспериментальные релизы Ино, выпущенные незадолго до этого. В тот же период Боуи должен был выступить композитором саундтрека «Человек, который упал на Землю» (в котором он снялся), однако после того как проект был отменён, его наработки легли в основу альбома Low. Перед началом работы над трилогией музыкант стал соавтором и продюсером дебютного сольного альбома Игги Попа The Idiot, звучание которого было схоже с материалом его берлинского периода. Он также сотрудничал с Попом над его второй пластинкой, Lust for Life, перед записью «Heroes». Оба альбома были выпущены в 1977 году.
Пластинки записывались по схожей схеме: сначала готовились минусовки, затем производились наложения, после чего сочинялись тексты и записывался вокал. Продюсером всех альбомов трилогии выступил давний соратник Боуи Тони Висконти (помимо него «Heroes» продюсировал Ино). В работе над альбомами «Heroes» и Lodger приняли участие соло-гитаристы прогрессивной рок-группы King Crimson Роберт Фрипп и Эдриан Белью соответственно. Как Low, так и «Heroes» базируются на экспериментах с эмбиентом и электронной музыкой. Оба альбома имеют схожую структуру с более традиционными песнями на первой стороне и длинными инструментальными произведениями на второй. В свою очередь, Lodger, записанный после турне Isolar II Tour, содержит ещё более эклектичный материал, включая новую волну и регги, однако в более привычном формате композиций. Обе стороны пластинки разделены согласно тематическому содержанию песен. Музыкальный портал Consequence of Sound назвал трилогию «трифектой арт-рока».
Боуи начал называть эти альбомы Берлинской трилогией во время продвижения Lodger, хотя только «Heroes» был полностью записан в этом городе. Работа над большей частью Low проходила во Франции, а над Lodger — в Швейцарии и Соединённых Штатах (Нью-Йорке). Хотя трилогия считается крайне значимой с художественной точки зрения (критиками особенно ценятся первые две её пластинки) она получилась менее успешной в коммерческом плане. Впоследствии Боуи назовёт музыку трилогии своей «ДНК». Хотя при выпуске трилогия получила неоднозначные отзывы, со временем она обрела широкое признание и оказалась крайне влиятельной. В то время как Low отразился на музыке постпанка, вдохновив таких артистов, как Joy Division и Гэри Ньюман, некоторые элементы Lodger считаются предшествующими мировой музыки. Позднее американский композитор Филип Гласс создал на основе всех трёх альбомов классические симфонии. Трилогия была переиздана в 2017 году как часть бокс-сета A New Career in a New Town (1977–1982).

## Предыстория
«Я был в серьёзном упадке, эмоциональном и социальном. Думаю, я был на пути к тому, чтобы стать еще одной жертвой рока. На самом деле, я совершенно уверен, что не пережил бы 1970-е, если бы продолжал делать то, что делал. Но мне посчастливилось осознать где-то глубоко внутри, что я убиваю себя, и мне нужно было сделать что-то радикальное, чтобы выбраться из этого [положения]».
Летом 1974 года Дэвид Боуи пристрастился к кокаину. В течение следующих двух лет его зависимость систематически усугублялась, что сказалось как на физическом, так и на психическом состоянии музыканта. Находясь под воздействием наркотиков он записал альбомы Young Americans (1975) и Station to Station (1976), а также снялся в фильме «Человек, который упал на Землю» (1976). Впоследствии Боуи обвинил наркокультуру Лос-Анджелеса, куда он переехал весной 1975 года, в своих текущих проблемах: «это город, из-за которого со мной начали происходить все эти вещи. Это чёртово место должно быть стёрто с лица Земли. Быть рок-музыкантом и жить в Лос-Анджелесе — это уже похоже на готовый газетный заголовок в разделе происшествий». Потребление наркотиков музыкантом возросло настолько, что десятилетия спустя он почти ничего не помнил о периоде записи Station to Station, отмечая: «Я знаю, что это происходило в Лос-Анджелесе по [очеркам биографов]». Хотя в этот период его записи пользовались коммерческим успехом, особенно синглы «Fame» и «Golden Years» Боуи решил избавиться от зависимости, уехав из Лос-Анджелеса.
После прекращения работы над саундтреком к фильму «Человек, который упал на Землю» (из-за творческих разногласий с режиссёром) Боуи решил вернуться в Европу. В январе 1976 года он начал репетиции турне Isolar Tour в поддержку альбома Station to Station, гастроли стартовали 2 февраля. Хотя тур был высоко оценён критиками, новый сценический образ музыканта вызвал противоречивую реакцию СМИ. Находясь в амплуа Измождённого Белого Герцога музыкант сделал ряд скандальных заявлений об Адольфе Гитлере (назвав его одной из первых «рок-звёзд») и нацистской Германии («Великобритания готова к фашистскому лидеру»), которые некоторые представители прессы интерпретировали как выражение симпатии или даже пропаганду фашизма. Позже он объяснил своё сумасбродное поведение в этот период тяжёлой наркотической зависимостью и нестабильным психическим состоянием, сказав: «Я был просто не в себе, совершенно сдвинулся». Позже он сказал: «Это было опасное время, я был на физическом и эмоциональном пределе и всерьёз опасался, что сойду с ума». По завершении гастролей, 18 мая 1976 года Боуи, и его жена Анджела переехали в Швейцарию.

## Подготовка

### Истоки
В декабре 1975 года, после завершения альбома Station to Station, Боуи начал работу над саундтреком к фильму «Человек, который упал на Землю» с Полом Бакмастером, аранжировщиком «Space Oddity» (1969). Изначально предполагалось, что Боуи будет единственным композитором фильма, однако когда он закончил «пять или шесть музыкальных тем» его уведомили, что, если захочет, он может представить свой материал режиссёру наряду с произведениями других композиторов. «Я просто взорвался», вспоминал артист — «чёрт, вам не достанется ничего из этого. Я был в ярости, я вложил в музыку столько труда». Сопродюсер Station to Station Гарри Мэслин утверждал, что Боуи просто «перегорел» и не смог завершить работу. В итоге он упал в обморок из-за перенапряжения, признавшись позже: «Я просто разваливался на части». Одна из инструментальных композиций была перезаписана для Low, получив название «Subterraneans», остальные — так и не увидели свет. Когда Боуи продемонстрировал материал Николасу Роугу, режиссёр решил, что он не подходит, так как хотел более фолковое звучание. Позднее композитор саундтрека Джон Филлипс охарактеризовал написанную Боуи музыку как «притягательную  и красивую». Спустя полгода после того, как предложение Боуи было отклонено, он отправил Роугу копию Low с запиской: «Это то, что я хотел записать для саундтрека. Результат получился бы замечательным».
Во время гастролей, в мае 1976 года, Боуи познакомился с бывшим клавишником Roxy Music Брайаном Ино. Хотя они периодически пересекались с 1973 года, на тот момент они ещё не поддерживали дружеские отношения. Покинув Roxy Music в 1975 году, Ино выпустил два сольных альбома в стиле эмбиент — Another Green World и Discreet Music, последний из которых Боуи регулярно слушал во время американской части турне. Позднее биографы музыканта Марк Шпиц и Хьюго Уилкен сошлись во мнении, что Another Green World, в частности, оказал большое влияние на звучание, которое Боуи стремился создать для Low (1974). Биограф Кристофер Сэндфорд также приводит в пример одну из ранних пластинок Ино Taking Tiger Mountain (By Strategy) (1974) как оставившую отпечаток на творчестве артиста. Независимо друг от друга, и Боуи, и Ино увлекались немецкой музыкальной сценой, в том числе группами Tangerine Dream, Neu!, Kraftwerk и Harmonia. К тому моменту Ино успел поработать с Harmonia в студии и на сцене. В свою очередь, Боуи продемонстрировал влияние краут-рока на Station to Station, особенно в его заглавной песне. После встречи музыканты договорились поддерживать связь.

### The Idiot

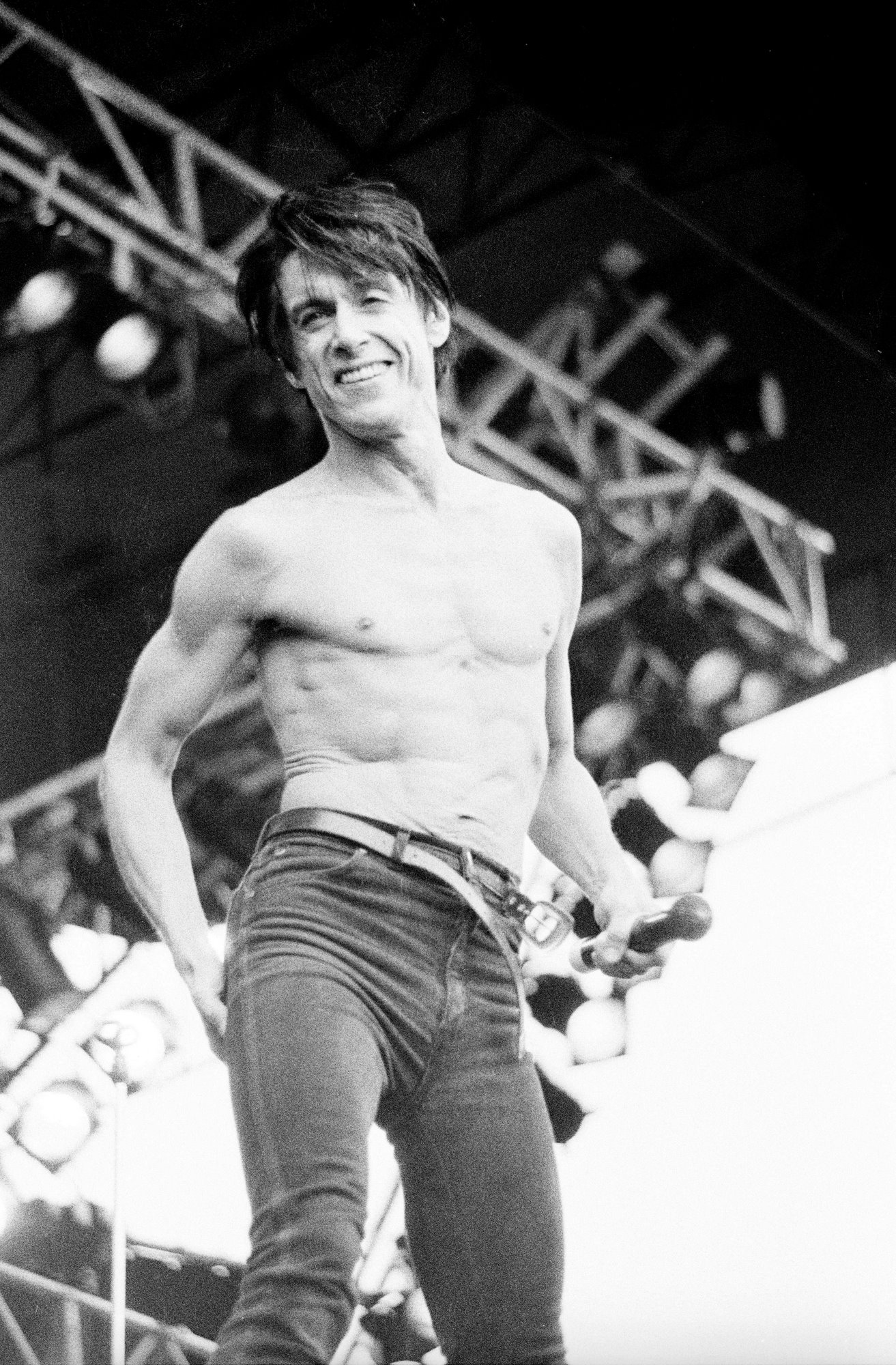
Переехав в Европу, Боуи стал соавтором и продюсером дебютного сольного альбома Игги Попа (на фото) The Idiot. Николас Пегг называет этот альбом «ступенькой между „Station to Station“ и „Low“»

Переехав в Швейцарию, тем же летом Боуи забронировал студию Château d'Hérouville расположенную в замке на севере Франции, где планировал написать и спродюсировать альбом для своего давнего друга Игги Попа . Поп, который тоже страдал от наркозависимости, предпринимал попытки завязать, принял приглашение Боуи сопровождать его в турне Isolar, а затем отправиться с ним в Европу. Прежде чем друзья переехали в замок (июня 1976 года), Боуи вернулся в Швейцарию, где провёл несколько недель, разрабатывая идеи для своей будущей пластинки.
Боуи сочинил бо́льшую часть музыки, в то время как Поп написал бо́льшую часть текстов альбома, как правило, под впечатлением от прослушанного материала. Во время записи пластинки Боуи выработал определённый алгоритм: сначала записывалась минусовка, потом делались наложения, а тексты песен и вокальные дорожки сочинялись и записывались в последнюю очередь. Музыканту очень нравился этот «трёхэтапный» процесс, в дальнейшем он будет использовать его до конца карьеры. Так как The Idiot был записан до Low, эксперты и биографы расценивали альбом как неофициальное начало берлинского периода Боуи, поскольку его музыка отличалась звучанием, напоминающим то, что Боуи будет исследовать в своей предстоящей трилогии. Сведение пластинки происходило в студии Hansa Tonstudio, расположенной в Западном Берлине, под руководством Боуи и Тони Висконти.
Боуи был очарован Берлином, посчитав его отличным местом для реабилитации. Влюблённые в город, они с Попом решили переехать туда, чтобы попытаться избавиться от пристрастия к наркотикам и избежать лишнего внимания. Хотя The Idiot был завершён к августу 1976 года, для Боуи было важно, чтобы его собственный альбом был выпущен раньше. Владелец Château d’Hérouville Лоран Тибо (принявший участие в записи The Idiot в качестве басиста), позднее высказал мнение, что «Дэвид не хотел, чтобы люди думали, что его запись была вдохновлена альбомом Игги, хотя это [альбомы], по сути, было одно и то же».
Хотя критики считают The Idiot хорошим альбомом самим по себе, поклонники Попа раскритиковали запись как нерепрезентативную в контексте репертуара их кумира и как свидетельство того, что Боуи «использовал» её для достижения собственных целей. Впоследствии Боуи признался: «Бедняга [Игги], в некотором смысле он стал подопытным кроликом моих экспериментов со звуком. На тот момент у меня не было материала, и я не испытывал желание что-либо сочинять. Мне больше хотелось откинуться на спинку кресла и поработать над чьим-то другим проектом. Так что этот альбом пришёлся как нельзя кстати в творческом плане». Крис О’Лири характеризовал The Idiot альбомом Боуи в той же степени, что и альбомом Попа. Хотя считается, что Берлинская трилогия Боуи состоит из Low, «Heroes» и Lodger, писатель утверждает, что настоящая трилогия включает The Idiot, Low и «Heroes», с Lust for Life в качестве «дополнения» и Lodger в качестве «эпилога».

## Создание

### 1976: Low
Первым альбомом трилогии был Low, бо́льшая часть которого записывалась в Château d’Hérouville , завершавшись в Hansa Tonstudio. К этому моменту Боуи был полностью готов к переезду в Берлин, но у него оставался ещё один забронированный месяц студийного времени в замке, поэтому запись началась там. Боуи и Висконти выступили сопродюсерами альбома при непосредственном участии Брайана Ино. Висконти, который не был задействован в работе над Station to Station из-за несовпадающих рабочих графиков с Боуи, был приглашён поучаствовать в проекте в качестве сопродюсера сразу же после завершения микширования The Idiot. Несмотря на то, что Ино воспринимался многими экспертами как один из сопродюсеров пластинки, он таковым не являлся. Висконти так высказывался по этому поводу: «Брайан великий музыкант, и он был очень важен для создания [Берлинской трилогии]. Но он не был продюсером [записи]». По словам биографа Пола Трынки, Ино приехал в студию в конце сессий после того, как все минусовки для первой стороны альбомы были «по существу» закончены.
Звучание Low базируется на электронике, эмбиенте, экспериментальном и арт-роке жанрах, навеянных немецкой сценой (Tangerine Dream, Neu! и Kraftwerk). В композициях пластинки сделан упор на тон и атмосферу, а не гитарную музыку. Первая сторона альбома состоит в основном из коротких песен в авангардном стиле, вторая — из более длинных, по большей части инструментальных треков. В 1977 году Боуи сказал, что первая сторона отражала его личный вкус и «преобладающие настроения» в тот период, вторая же представляла собой исследования местной музыки. Одной из отличительных особенностей Low является уникальный звук ударных, созданный Висконти с помощью гармонайзера Eventide H910. Когда Боуи спросил продюсера, в чём заключается его функция, Висконти ответил: «Надругаться над тканью времени». Висконти подключал устройство к барабану Денниса Дэвиса и передавал звук через наушники, чтобы Боуи мог слышать результат.
Руководство звукозаписывающей компании Боуи, RCA Records, было шокировано, услышав Low. Опасаясь, что альбом будет плохо продаваться, лейбл перенёс его первоначальную запланированную дату релиза — с ноября 1976 года на январь следующего года. После релиза пластинка практически не продвигалась ни силами RCA, ни самим музыкантом. Боуи считал, что это была его «наименее коммерческая» запись, и вместо того, чтобы рекламировать её, решил отправиться в турне в качестве клавишника Игги Попа. Несмотря на отсутствие раскрутки, Low вполне хорошо продавался. Успех сингла «Sound and Vision» помог Боуи убедить боссов RCA выпустить The Idiot — лонгплей увидел свет в марте 1977 года.

### The Idiot tour и Lust for Life
Хотя в RCA надеялись, что музыкант отправится в турне в поддержку Low, Боуи решил гастролировать с Игги Попом, продвигая The Idiot. Тур начался 1 марта 1977 года и закончился 16 апреля. Боуи был непреклонен в том, чтобы не отвлекать внимание зрителей на себя, стараясь просто находиться за клавишными и не общаться с публикой. Несмотря на это, некоторые музыкальные критики считали, что в их творческом тандеме решения по-прежнему принимал Боуи. На фоне этих мнений во время интервью Попа больше спрашивали о Боуи, нежели о его собственном творчестве. В результате он использовал более прямолинейный подход при создании Lust for Life.
По окончании турне друзья вернулись в студию для записи второго сольного альбома Попа Lust for Life (1977). Боуи оказал меньшее влияние на этой пластинке, предоставив Попу возможность сочинять свои собственные музыкальные аранжировки, в результате чего её звучание больше напоминало его ранние работы. Запись проходила в Hansa by the Wall в Западном Берлине. Альбом был готов за две с половиной недели, с мая по июнь 1977 года, и выпущен в августе. Хотя Боуи сказал интервьюерам, что также планирует сотрудничать с Попом над его третьим проектом в 1978 году. Lust for Life стал последней совместной работой музыкантов до середины 1980-х.

### 1977: «Heroes»
Второй альбом Берлинской трилогии, «Heroes» (1977), расширяет наработки Low. Как и на его предшественнике, Боуи продолжает исследовать арт-рок и экспериментальный рок, оставляя область для взаимодействия с электроникой и эмбиентом. Тон и атмосфера песен вновь преобладают над гитарной музыкой. Однако, по мнению музыкальных критиков, в этот раз музыкальное содержание песен стало более позитивным, нежели на Low. В подтверждении тому Висконти охарактеризовал альбом как «очень позитивную версию „Low“». Структура альбома также не претерпела изменений: первая сторона содержит более традиционные песни, а вторая сторона — в основном инструментальные треки.
«Heroes» был единственный альбомом трилогии, полностью записанным в Берлине. Пластинка создавалась практически в том же составе, что и Low, за исключением гитариста Роберта Фриппа, бывшего участника King Crimson, которого Боуи пригласил по предложению Ино (сам Боуи сделал упор на клавишные, сыграв на фортепиано). По прибытии в студию Фрипп экспромтом записал сольные партии для треков, которые никогда не слышал. Он получил минимум инструкций от Боуи, которому ещё предстояло написать тексты и доделать некоторые мелодии. Гитарист закончил работу за три дня. Во время создания альбома Боуи прибывал в гораздо более здоровом физическом состоянии по сравнению с Low. Вместе с Висконти он часто путешествовал по Берлину. Находясь там, Дэвид начал изучать новые формы искусства, посещая музей Брюкке и галереи в Женеве. По словам Сэндфорда, Боуи превратился в «плодовитого создателя и коллекционера современного искусства… Мало того, что он стал известным меценатом экспрессионизма, обособившись на Кло-де-Мезанж артист начал интенсивный курс самосовершенствования по классической музыке и литературе, а также приступил к работе над автобиографией».
Вклад Ино в «Heroes» был гораздо более существенным, нежели в Low. Он считается соавтором четырёх песен, а биограф Томас Сибрук назвал этот альбом «подлинным» сотрудничеством двух музыкантов. Ино выступил в качестве «помощника режиссёра»: давал советы музыкантам и предлагал новые и нестандартные подходы к сочинению песен. Одним из них было использование его «Обходных стратегий». По словам О’Лири, эти инструкционные карточки представляли собой нечто средним между «печеньем с предсказанием и сектором „Шанс“ из Монополии» предназначаясь для стимулирования творческих идей. Боуи сочинял тексты, импровизируя у микрофона, вдохновившись методом Попа во время записи The Idiot.
«Heroes» был выпущен в октябре 1977 года на волне бума панк-рока. RCA продвигали альбом под слоганом: «Есть старая волна, есть новая волна, а есть Дэвид Боуи». Как и Low, «Heroes» оказался коммерчески успешным, однако больше в Британии, нежели в США. Боуи активно продвигал пластинку как при помощи многочисленных интервью, так и выступлениями в различных телепередачах, включая Marc, Bing Crosby’s Merrie Olde Christmas и Top of the Pops.

#### 1978: Isolar II Tour
После выпуска «Heroes» Боуи провёл большую часть следующего года, гастролируя в его поддержку. Тур, получивший название Isolar II Tour, базировался на материале двух последних альбомов. Во время 70 концертов в 12 странах его посетил почти миллион человек. К концу турне музыкант окончательно избавился от своей наркозависимости. Биограф Дэвид Бакли отмечал, что Isolar II был «первым турне Боуи за пять лет, в котором он, вероятно, не пичкал себя огромным количеством кокаина перед тем, как выйти на сцену… Без наркотического забытья теперь он прибывал в достаточно здоровом психическом состоянии, чтобы начать заводить новые знакомства». Концертные записи, сделанные во время гастролей, были объединены в альбом Stage, выпущенный в том же году (сорок лет спустя состоялся релиз ещё одна пластинки с материалом из этого турне — Welcome to the Blackout). В этот же период Боуи сыграл главную роль в фильме Дэвида Хеммингса «Прекрасный жиголо — насчастный жиголо» (1978) действие которого происходит в Берлине перед началом Второй мировой войной. Музыкант так высказался о своём участии: «Это моя [интерпретация] 32 ролей Элвиса Пресли в одной».

### 1979: Lodger
Примерно во время работы над Lodger (1979) Дэвид Боуи начал рассматривать два своих предыдущих альбома как начало трилогии, сосредоточенной в Берлине, финалом которой должна была стать эта пластинка. В основном в качестве маркетингового хода с целью продвижения нового альбома как музыкального события. По сравнению с двумя его предшественниками, записывая Lodger, Боуи дистанцировался от электронного и эмбиентного жанров, а также от концепции разделения песен на традиционные и инструментальные, которая стала определяющий для материала этих альбомов в пользу более привычной песенной структуры. Вместо этого он сделал ставку на эклектичность стилей, включая новую волну, ближневосточную музыку, регги и краут-рок. Некоторые из звучащих на нём фактур, особенно в «African Night Flight», были названы The Quietus предвестниками мировой музыки — направления, ставшего популярным в 1980-х.
Lodger был записан в швейцарской студии Mountain Studios (дополнительная запись проходила в нью-йоркской студии Record Plant). Основной костяк музыкантов, которые работали над предыдущими альбомами трилогии, был сохранён и для этих сессий. Новичком стал соло-гитарист Эдриан Белью, будущий участник группы King Crimson. Сильный акцент делался на инновационных методах записи Ино, активно использовались его «Обходные стратегии». Так, во время записи «Boys Keep Swinging» все музыканты поменялись инструментами, в «Move On» использовались аккорды из другой песни Боуи — «All the Young Dudes» — сыгранные задом наперёд, а для «Red Money» была задействована минусовка из трека «Sister Midnight» (первоначально записанного для The Idiot). В отличие от «Heroes», большая часть текстов последнего альбома трилогии были написаны в конце сессий. Ни один из них не был готов в Монтрё. По мнению биографов музыканта, лирика затрагивала две основные темы: путешествия на первой стороне альбома и критика западной цивилизации — на второй. Высказываясь о теме путешествий, Николас Пегг писал, что песни реанимируют «вечный мотив», преобладающий во всей Берлинской трилогии, выделяя строчку «I’ve lived all over the world, I’ve left every place» из песни «Be My Wife» (альбом Low) и отмечая в этой связи, что понятие путешествия имеет как метафорический, так и географический характер.
Lodger был выпущен в мае 1979 года, почти через два года после «Heroes». Дэвид Бакли отмечал, что за это время обрели популярность видеоклипы и исполнители, на которых повлияла музыка из предыдущих релизов Берлинской трилогии, такие как Гэри Ньюман. Хотя Lodger хорошо зарекомендовал себя в коммерческом плане, продажи дебютной пластинки Ньюмана превзошли новый альбом Боуи в течение года. По словам Бакли, известность Ньюмана косвенно повлияла на то, что Боуи выбрал более поп-ориентированное направление для своей следующей пластинки Scary Monsters (and Super Creeps) (1980). Его первого релиза после Берлинской трилогии.

## Отзывы критиков
Первоначально Берлинская трилогия была встречена неоднозначно, разделив критиков во мнениях. Low получил смешанные отзывы. Некоторые издания, включая Rolling Stone и NME, опубликовали отрицательные рецензии, в то время как другие, включая журнал Billboard и Sounds, встретили альбом положительными обзорами. «Heroes» сразу же стал самой популярной частью трилогии, получив наиболее количество хвалебных статей, а NME и Melody Maker назвали его альбомом года. В свою очередь, Lodger был принят наиболее прохладно. Так, журнал Rolling Stone назвал его одним из самых слабых релизов Боуи на тот момент. Хотя каждый из альбомов достиг лучшей пятёрки британского хит-парада они оказались менее коммерчески успешными, чем более ранние работы музыканта. По мнению биографа Дэвида Бакли, со своим следующим альбомом Scary Monsters  (and Super Creeps) Боуи смог достичь «идеального баланса» между творческой составляющей и мейнстримовым успехом.
По мнению Уилкена, Low опередил своё время и теперь признан одной из величайших и самых инновационных пластинок Боуи. Уильям Дойл из The Quietus утверждает, что с помощью Low Боуи создал своеобразную модель «альбома-переизобретения» пример записи, выпущенной на пике популярности артиста, которая сбивала с толку ожидания мейнстримовой публики. Кроме того, он «бросил вызов идее о том, каким может быть альбом по своей структуре и компонентам». Подвиг, который не смог повторить никто, кроме группы Radiohead, выпустившей Kid A в 2000 году. Этому мнению вторил представитель журнала Billboard, отмечая, что только на Kid A жанры рока и электроники настолько удачно соприкоснулись друг с другом в столь зрелой манере.
Несмотря на то, что изначально самым расхваленным альбомом Берлинской трилогии был «Heroes», в последующие десятилетия предпочтения большей части критиков и меломанов сместились в сторону Low как более новаторской записи из-за её смелых экспериментальных идей. Пегг пишет, что альбом рассматривается как продолжение или развитие творческих удач своего предшественника, а не как «самодостаточная новоявленная запись». Тем не менее он считается одним из лучших и самых влиятельных произведений Боуи. В свою очередь, первоначально считающийся самой слабой частью трилогии Lodger со временем начал восприниматься экспертами как одна из самых недооценённых работ музыканта.
По прошествии лет Боуи назвал музыку трилогии своей «ДНК». В свою очередь, представитель веб-сайта Consequence of Sound охарактеризовал её «трифектой арт-рока». В 2017 году Крис Джерард из PopMatters назвал берлинские альбомы Боуи, наряду с Scary Monsters, одними из «самых важных и влиятельных [записей] в эпоху рок-музыки». По мнению публициста, альбомы являются причиной, из-за которой Боуи «так глубоко почитают» описывая их как «бескомпромиссную и ничем не сдерживаемую художественную экспрессию без каких-либо коммерческих мотивов, ограничивающих … размах [проекта]». В заключение он похвалил способность этих альбомов уводить слушателя в новые миры, «предлагая полное погружение в другую вселенную звука и видения». Три года спустя портал Classic Rock History поставил Берлинскую трилогию на седьмое место среди десяти лучших релизов Боуи, назвав её «захватывающей главой» в жизни музыканта. В 2021 году онлайн-журнал Far Out Magazine присудил берлинским альбомам музыканта 2-е место среди «10 величайших музыкальных трилогий» отметив, что проект получился «таким необычным, что на нём Боуи изобрёл свой собственный язык».

## Влияние
«Большинство записей Дэвид начинал словами: „Мы делаем просто демо, я не уверен, что из этого получится альбом“. А вот как он предварял начало работы над трилогией: «Не желаешь ли ты провести месяц со мной и Брайаном [Ино во Франции] и, возможно, из этого ничего не выйдет?».

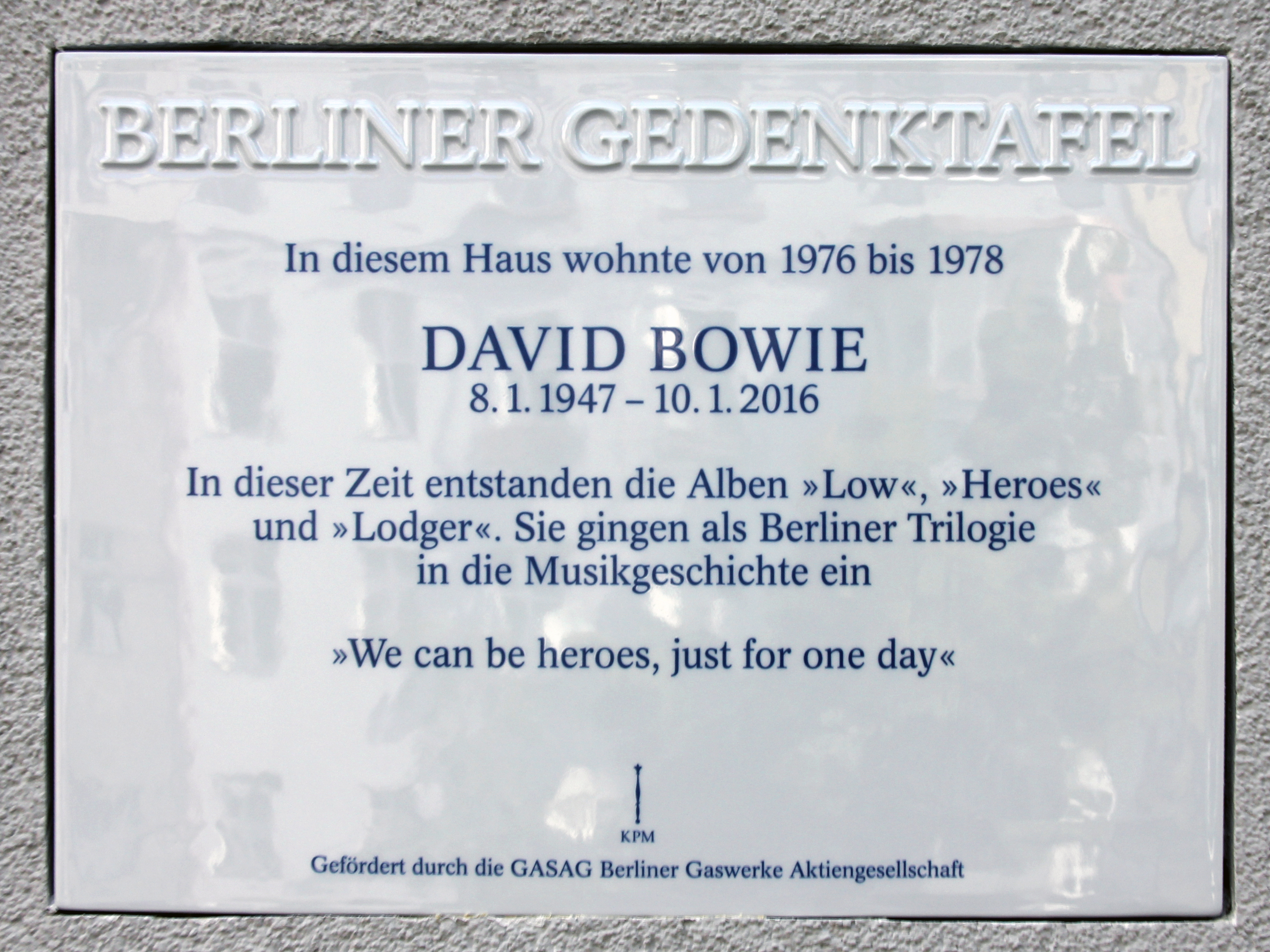
Фото мемориальной таблички на доме, где жил Боуи

Музыкальные журналисты и биографы Боуи считают Берлинскую трилогию одной из самых новаторских работ в его карьере. В обзоре альбома Outside (1995) Барри Уолтерс из Spin сравнил его звучание с берлинской трилогией, которую считал предшественницей индастриального рока, синти-попа и «эмбиент-транса».
Low и The Idiot оказали большое влияние на жанр постпанк. Помимо этого обозреватель Stylus, назвал альбом одним из ключевых релизов для становления пост-рока, отметив, что альбом приобрёл культовый статус среди музыкантов этого направления в 1990-х. Публицисты считают группу Joy Division, сформированную в период между выпуском Low и The Idiot, отражением стиля обоих пластинок. Музыканты Joy Division признавали влияние Low на своё творчество; так, их первоначальным названием было «Warsaw», отсылка к одноимённой композиции из альбома Боуи. Барабанщик группы Стивен Моррис сказал журналу Uncut в 2001 году, что когда они записывали EP An Ideal for Living 1978 года, группа попросила звукорежиссёра сымитировать звучание ударных из Low, но ничего не получилось. Как и Моррис, многие музыканты, продюсеры и звукоинженеры пытались повторить звук барабанов. Висконти отказался объяснить, как он добился подобного результата, вместо этого предложив им самим поразмышлять на эту тему. Впоследствии музыкальные критики отмечали влияние Low в творчестве множества артистов, в том числе Human League, Cabaret Voltaire, Arcade Fire, Гэри Ньюмана, Devo, Ultravox, Orchestral Manoeuvres in the Dark, Magazine, Gang of Four и Wire. Роберт Смит из The Cure и Трент Резнор из Nine Inch Nails также признавали, что вдохновлялись этой пластинкой во время создания альбомов Seventeen Seconds (1980) и The Downward Spiral (1994) соответственно.
Среди музыкантов, вдохновлённых «Heroes», были: Энди Маккласки из Orchestral Maneuvers in the Dark, который упомянул о «непроизвольном влиянии» Боуи на его вокальный стиль, Винс Кларк, назвавший альбом «вдохновением бунтарского толка» (вокалист Depeche Mode Дэйв Гаан был приглашён в группу после проникновенного исполнения песни «„Heroes“»), Иэн Эстбери из The Cult и Робин Хичкок. Джон Леннон и U2 также признали влияние альбома на своё творчество — ссылаясь на пластинки Double Fantasy (1980) и Achtung Baby (1991) соответственно.
По мнению Полы Трынки, фигурирующая на Lodger этническая музыка повлияла на творчество Talking Heads и Spandau Ballet, в то время как Марк Шпиц отмечал отголоски этого альбома в содержании Remain in Light Talking Heads (1980) и Graceland Пола Саймона (1986). В 1990-х ведущие брит-поп-группы Англии, Blur и Oasis, использовали элементы композиций из Lodger в своих собственных произведениях, включая синглы «M.O.R.» (1997) и «Don’t Look Back in Anger» (1996) соответственно.

### Симфонии Филипа Гласса

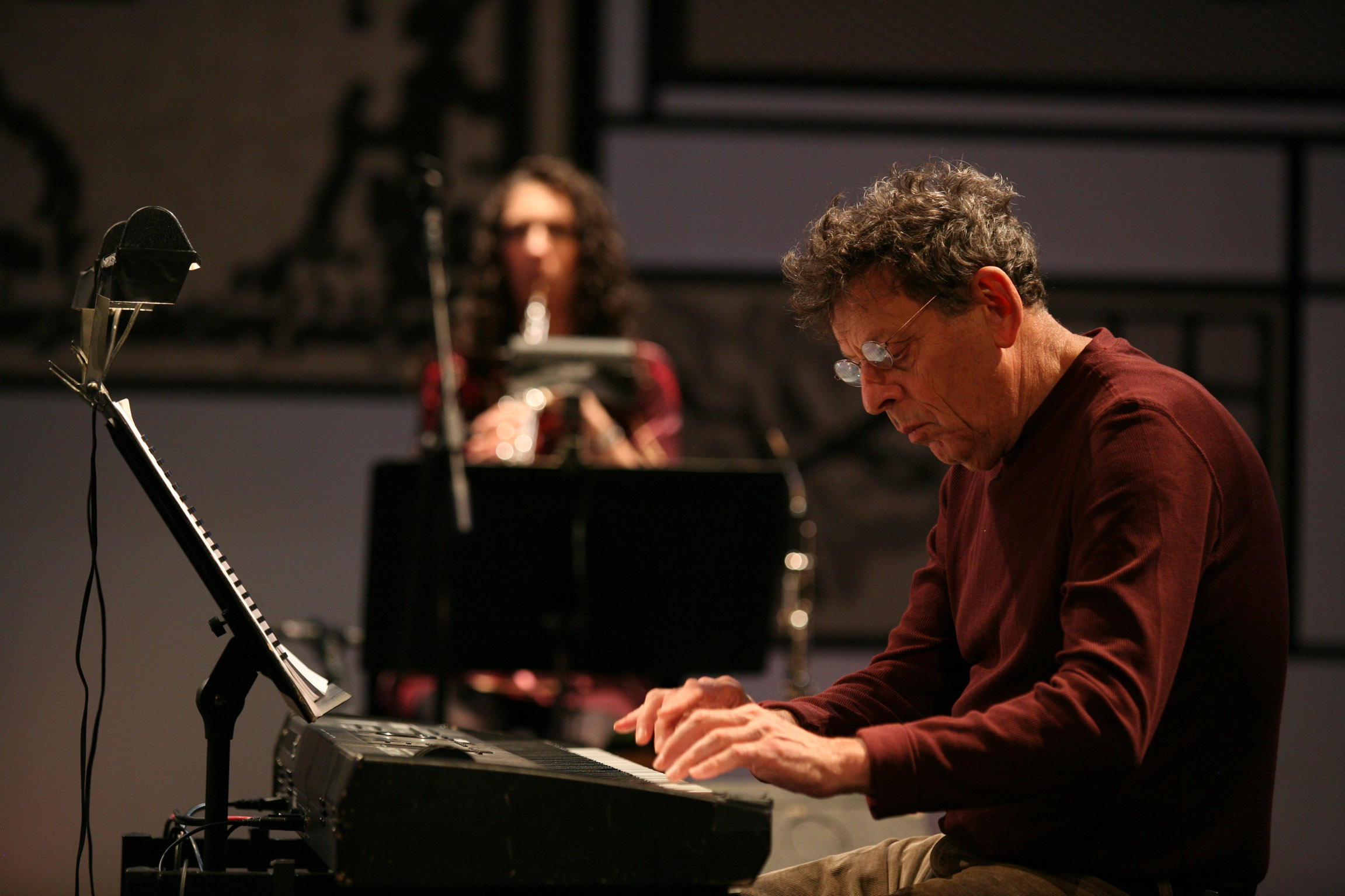
Имеющий статус «живого классика» Филип Гласс адаптировал Берлинскую трилогию Боуи в три одноимённые симфонии

В 1992 году американский композитор и пианист Филип Гласс написал классическую сюиту на основе альбома Low под названием «Low» Symphony. Это была его первая симфония. Произведения состояло из трёх частей, каждая из которых была основана на отдельных композициях пластинки. Симфония была записана Бруклинским филармоническим оркестром в нью-йоркской студии композитора, Looking Glass Studios, и выпущена лейблом Point Music в 1993 году. Рассуждая об альбоме Low, Гласс отмечал: «Они [Боуи и Ино] делали то, что пытались провернуть немногие другие люди, а именно создавали искусство в рамках популярной музыки. Я слушал его не переставая». О своём решении создать симфонию на основе этой пластинки композитор высказался следующим образом: «Что касается оригинального альбома „Low“, созданного Боуи и Ино, я не сомневался, что в нём очевидны и талант, и качество … Моему поколению до смерти надоело, что академики говорят нам, что хорошо, а что нет». Помимо музыки из двух инструментальных композиций пластинки, в симфонии Гласс использовал произведение «Some Are», не вошедшее в оригинальный альбом. На обложке пластинки изображены портреты Боуи, Ино и Гласса. Тем самым композитор признавал существенный вклад Ино в создание альбома. Боуи был польщён симфонией и высоко оценил её, как и его биограф Николас Пегг.
В 1997 году Гласс адаптировал альбом «Heroes» в классическую сюиту под названием «Heroes» Symphony. Симфония была разделена на шесть частей; каждая из них базировалась на одной из композиций оригинального альбома (кроме «Abdulmajid»). Как и в предыдущем случае, Гласс признал вклад Ино в оригинальную пластинку равнозначный Боуи и приписал заслуги в его создании им обоим в равной степени. Под впечатлением от этого проекта американский хореограф Твайла Тарп превратила «Heroes» Symphony в балет. И балет, и симфония получили одобрительные отзывы специализированной прессы. Гласс охарактеризовал Low и «Heroes» как «часть новой классики нашего времени».
Боуи и Гласс поддерживали контакт до 2003 года и обсуждали создание третьей симфонии, но так и не реализовали проект. В 2016 году, после смерти Боуи, Гласс сказал, что они говорили об адаптации Lodger для третьей симфонии, добавив, что «идея ещё не исчерпала себя». В январе 2018 года Гласс объявил о завершении работы над симфонией по мотивам альбома. Произведение получило название «Lodger» Symphony, его премьера состоялась в январе 2019 года. Как и другие адаптации Гласса, сюита разделена на семь частей, каждая из которых названа в честь треков из альбома. Симфония ознаменовала завершение трилогии произведений, основанных на Берлинской трилогии Боуи.

## Переиздания
Обновлённая версия Берлинской трилогии, вместе с альбомами Stage и Scary Monsters, была переиздана в рамках бокс-сета A New Career in a New Town (1977–1982), в 2017 году. Названный в честь одного из треков Low, он был издан на компакт-дисках, виниле и в цифровом формате. Бокс-сет также включает перемикшированный Висконти альбом Lodger (одобренный Боуи незадолго до его смерти). В следующем году каждый из трёх альбомов был переиздан по отдельности.
Расширенные и обновлённые версии альбомов The Idiot и Lust for Life увидели свет в 2020 году как часть релиза под названием The Bowie Years. Бокс-сет включает обновлённые версии обоих альбомов, а также неиспользованный материал, альтернативные миксы и 40-страничный буклет. Эти пластинки также были переизданы по отдельности в виде самостоятельных делюксовых изданий, каждое из которых было дополнено бонусным диском с концертным материалом.